# Obrež
Obrež (em cirílico: Обреж) é uma vila da Sérvia localizada no município de Varvarin, pertencente ao distrito de Rasina, na região de Šumadija, Temnić. A sua população era de 2935 habitantes segundo o censo de 2011.

## Demografia
| 1948 | 1953 | 1961 | 1971 | 1981 | 1991 | 2002 | 2011 |
| ---- | ---- | ---- | ---- | ---- | ---- | ---- | ---- |
| 3764 | 4020 | 4190 | 4228 | 4221 | 3978 | 3221 | 2935 |